# Westervelde
Westervelde est un village situé dans la commune néerlandaise de Noordenveld, dans la province de Drenthe. Le 1er janvier 2008, le village comptait 158 habitants.
L'ancien hôtel de ville de Norg est situé dans la résidence de la famille Tonckens, rénovée par Joachimus Lunsingh Tonckens en 1790.

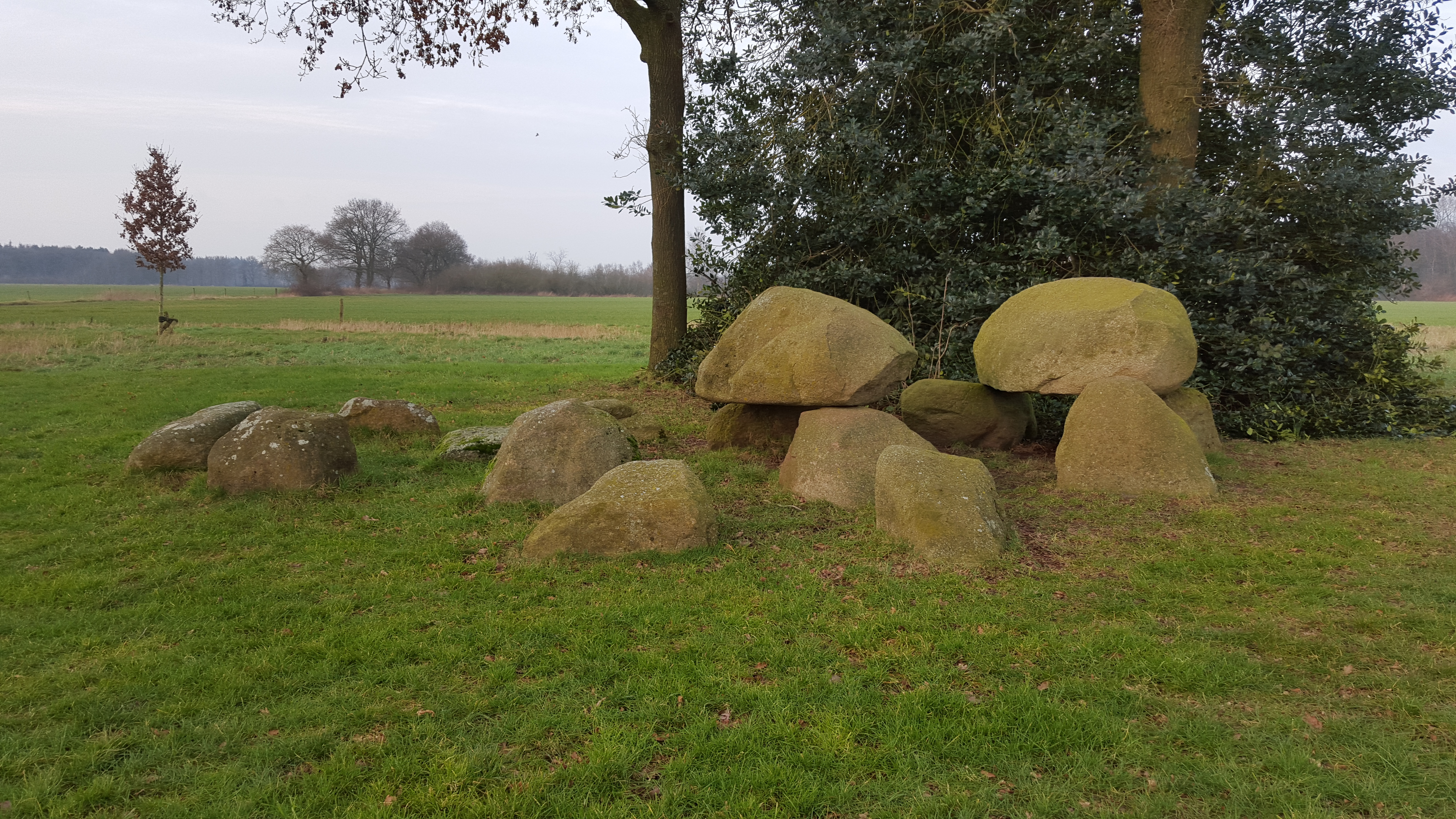
Dolmen (hunebed) D2